# Norbert F. Pötzl

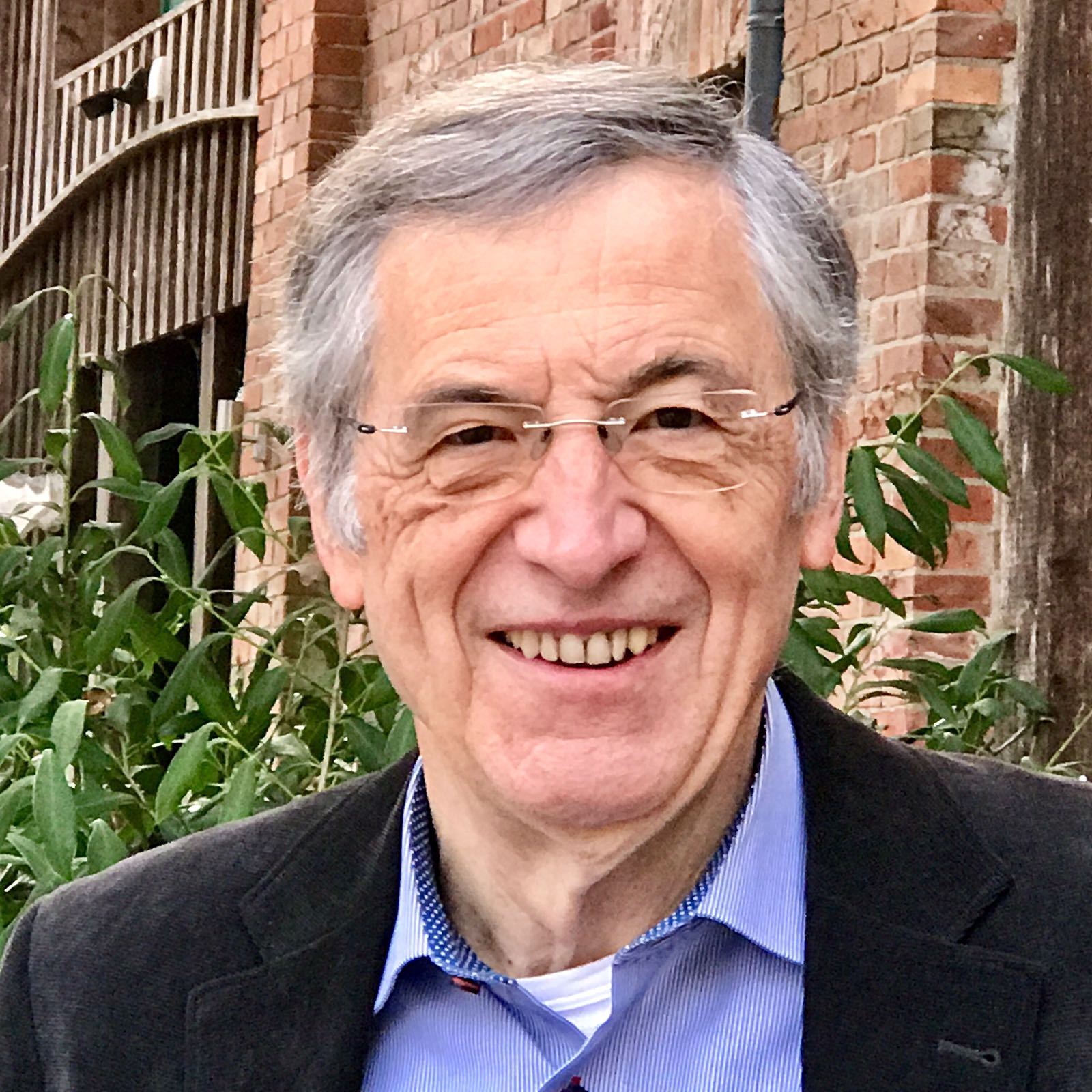
Norbert F. Pötzl, 2017

Norbert F. Pötzl (* 10. April 1948 in Waiblingen) ist ein deutscher Journalist und Autor. Er war langjähriger Spiegel-Redakteur.

## Leben
Pötzl, dessen Eltern aus Eger/Böhmen stammten, veröffentlichte seinen ersten Zeitungsartikel – er handelte von der innerdeutschen Grenze – im August 1964 in der Waiblinger Kreiszeitung, für die er von da an regelmäßig schrieb. Nach dem Abitur in Waiblingen volontierte er von 1966 bis 1968 bei der Südwest Presse in Ulm. Anschließend studierte er zwei Jahre Rechtswissenschaften an der Eberhard Karls Universität Tübingen. Von 1970 bis 1972 war er landespolitischer Korrespondent der Schwäbischen Zeitung in Leutkirch.
Von 1972 bis 2013 war er als Redakteur für das Hamburger Nachrichtenmagazin Der Spiegel tätig. 1987 war er an der Aufdeckung der Barschel-Affäre mitbeteiligt; ein unmittelbar im Anschluss angefertigtes Buch, das nur die Ermittlungsergebnisse des ersten Untersuchungsausschusses des schleswig-holsteinischen Landtags berücksichtigen konnte, gilt Wissenschaftlern als nur bedingt verwertbar. Später arbeitete er beim Spiegel als Büroleiter in Berlin (von 1990 bis 1994) und als Chef vom Dienst (von 1994 bis 1996). Zuletzt wirkte er von 2004 bis 2013 als stellvertretender Leiter des Ressorts „Sonderthemen“ und verantwortete dort die Reihen Spiegel Geschichte und Spiegel Wissen mit. Interviews führte er u. a. mit Personen der deutschen Zeitgeschichte wie Egon Bahr, Joachim Gauck, Gregor Gysi, Erich Mielke, Manfred Stolpe, Wolfgang Thierse und Wolfgang Vogel. Den ehemaligen SED-Generalsekretär Erich Honecker begleitete er im Januar 1993 auf dessen Flug ins chilenische Exil. Pötzls später über Vogel veröffentlichte Biografie (2014) wurde in der Wissenschaft positiv zur Kenntnis genommen.
Er ist Autor und Herausgeber zahlreicher Bücher. Gemeinsam mit Jochen Bölsche edierte er 2004 einen Sammelband zu Kommentaren, Gesprächen und Vorträgen des Spiegel-Gründers Rudolf Augstein. Die von Pötzl zusammen mit anderen Spiegel-Redakteuren herausgegebenen Werke Die neue arabische Welt und die Die Deutschen im Osten Europas, beide von 2011, wurden in die Schriftenreihe der Bundeszentrale für politische Bildung aufgenommen. Pötzls Biografie über Berthold Beitz stand 2011/12 auf der Bestsellerliste des manager magazins.
Die 2019 erschienene Monografie Der Treuhand-Komplex war die erste Darstellung, die – neben anderen Quellen – im Wesentlichen auf den seit 2017 freigegebenen Akten der Treuhandanstalt beruht. „Pötzl leistet einen wichtigen Beitrag zur Versachlichung und faktenbasierten Fundierung der Diskussionen um das Wirken der Treuhand und die Langzeitfolgen des Transformationsprozesses der ostdeutschen Wirtschaft“, heißt es in einer der zahlreichen, durchweg positiven Rezensionen. Auch dieses Buch wurde in die Schriftenreihe der Bundeszentrale für politische Bildung aufgenommen.
Die Bismarck-Biografie (2015) erschien 2022 in dänischer Übersetzung.

## Schriften (Auswahl)
Monografien
- Total unter Kontrolle. Computerausweis, Volkszählung, Verkabelung (= Spiegel-Buch Band 65). Rowohlt-Taschenbuch-Verlag, Reinbek bei Hamburg 1985, ISBN 3-499-33065-2.
- Der Fall Barschel. Anatomie einer deutschen Karriere (= Spiegel-Buch). Rowohlt, Reinbek bei Hamburg 1988, ISBN 3-498-05267-5. (erweiterte Neuausgabe 1989)
- Basar der Spione. Die geheimen Missionen des DDR-Unterhändlers Wolfgang Vogel. (= Spiegel-Buch). Hoffmann und Campe, Hamburg 1997, ISBN 3-455-15019-5.
- Erich Honecker. Eine deutsche Biographie. DVA, München 2002, ISBN 3-421-05585-8.
- Beitz. Eine deutsche Geschichte. Heyne, München 2011, ISBN 978-3-453-17955-4.
- Mission Freiheit – Wolfgang Vogel. Anwalt der deutsch-deutschen Geschichte. Heyne, München 2014, ISBN 978-3-453-20021-0.
- Bismarck. Der Wille zur Macht. Propyläen, Berlin 2015, ISBN 978-3-549-07451-0.
- Casablanca 1943. Das geheime Treffen, der Film und die Wende des Krieges, Siedler, München 2017, ISBN 978-3-8275-0088-5.
- Der Treuhand-Komplex. Legenden. Fakten. Emotionen. Kursbuch-Edition, Hamburg 2019, ISBN 978-3-96196-065-1.
- Das Schattenreich des Alexander Schalck-Golodkowski. Vom Entstehen und Verschwinden der DDR-Milliarden. Europa, München 2025, ISBN 978-3-95890-627-3.

Herausgeberschaften
- mit Stephan Burgdorff, Klaus Wiegrefe: Preußen. Die unbekannte Großmacht. DVA, München 2008, ISBN 978-3-421-04351-1.
- mit Rainer Traub: Der Kalte Krieg. Wie die Welt den Wahnsinn des Wettrüstens überlebte. DVA, München 2009, ISBN 978-3-421-04398-6.
- mit Annette Großbongardt: Die neue arabische Welt. Geschichte und politischer Aufbruch. DVA, München 2011, ISBN 978-3-421-04543-0. (Bundeszentrale für politische Bildung 2011)
- mit Uwe Klußmann, Annette Großbongardt: Die Deutschen im Osten Europas. Eroberer, Siedler, Vertriebene. DVA, München 2011, ISBN 978-3-421-04527-0. (Bundeszentrale für politische Bildung 2011)
- mit Uwe Klußmann: Die Hohenzollern. Preußische Könige, deutsche Kaiser. DVA, München 2011, ISBN 978-3-421-04539-3.
- mit Joachim Mohr, Johannes Saltzwedel Was wir heute wissen müssen. Von der Informationsflut zum Bildungsgut. DVA, München 2011, ISBN 978-3-421-04517-1.
- mit Johannes Saltzwedel: Die Päpste. Herrscher über den Glauben – von Petrus bis Franziskus. DVA, München 2013, ISBN 978-3-421-04598-0.
- mit Johannes Saltzwedel: Die Germanen. Geschichte und Mythos. DVA, München 2013, ISBN 978-3-421-04616-1.